# Új Horizontok közösség
Az Új Horizontok (olaszul Nuovi Orizzonti) egy olyan katolikus lelkiségi mozgalom, melynek tagjai a római katolikus egyház tanítását vallják, és ennek szellemében a peremre szorult (pl. alkohol-, drogfüggő, prostituált) fiatalok számára segítséget kívánnak nyújtani.

## Története
Az Új Horizontok közösséget Chiara Amirante alapította, aki 1991-ben egyedül, különösebb emberi, szakmai felkészültség, anyagi, szervezeti háttér nélkül kezdte meg tevékenységét. Megszólította a kivetett és gyakran a társadalom más tagjai által megvetett tagjait, meghallgatta őket. Később csatlakoztak hozzá segítőtársak. Kezdetben főként a Roma Termini pályaudvar környékén lézengő prostituáltak, drogosok, alkoholisták, tolvajok megsegítésén fáradoztak. Az első 24 férőhelyes menedékszállót 1994 márciusában nyitották meg Róma külvárosában. 2010. december 8-án az Új Horizontok közösség statútumait, „ad experimentum”, azaz öt év kísérleti időre jóváhagyta a Világiak Pápai Tanácsának elnöke, Stanisław Ryłko bíboros. 2011. február 4-én XVI. Benedek pápa Rómában, mint a hívek nemzetközi szervezetét, hivatalosan is elismerte a közösséget. Az ünnepélyes szentmisét Stanisław Ryłko bíboros mutatta be. A liturgia után a neves olasz énekes, Andrea Bocelli adott koncertet, aki a Közösség régi támogatója (barátsága az alapítóval hosszú múltra tekint vissza). A közösség Olaszországban és külföldön (pl. Boszniában és Brazíliában) mintegy 140 központot működtet, és évente mintegy egymillió fiatallal folytat párbeszédet; továbbá 100 ezer bajba jutott személy számára nyújt konkrét segítséget. 230 teljes időben dolgozó önkéntes teljesít szolgálatot a szállóikban. Magyarországon még nincsenek jelen.

## Tevékenysége
A közösség célja, hogy segítséget nyújtson az elhagyatott sorsú fiatalok számára, jövőjükért tevékenykedjen. A börtönből kikerülő vagy az utcán élő fiatalokat próbálják összegyűjteni és igyekeznek segítséget nyújtani számukra. Elsősorban olyan fiatalokat fogadnak be, akik alkohol- vagy kábítószer-, illetve egyéb problémákkal küzdenek. Az evangélium tanításán keresztül egyfajta rehabilitációs munkát folytatnak azokkal a nehéz helyzetben lévő fiatalokkal, akik nyitottak a közösség tevékenységére. A közösség alapítója leszögezte, hogy a közösség nem drogterápiás központ: „Mi egyszerűen szeretnénk megosztani a Feltámadt Krisztus örömét azokkal, akik emberileg kétségbeejtő helyzetben vannak.” A közösségnek vannak fogadalmas tagjai, valamint családos férfiak és nők is. 